# Perugia Calcio a 5
Perugia Calcio a 5 ist ein italienischer Futsalverein aus Perugia. Die Mannschaft wurde 2005 italienischer Meister.

## Vereinsgeschichte
1996 gegründet schaffte die Mannschaft 2001 den Aufstieg in die zweithöchste italienische Spielklasse, die Serie A2. Dort gelang dem Team um Besitzer und Spieler Ricardo Gaucci der Durchmarsch in die Serie A. In der regulären Spielzeit der Saison 2003/04 wurde Perugia Sechster, im Play-off steigerte sie sich noch einmal und erreichte das Finale, in dem sie Arzignano Grifo mit 3:7 und 4:8 unterlag. In der Folgesaison erreichte Perugia erneut das Endspiel, Gegner war Lottomatica Rom. Mit 3:1 entschied die Mannschaft um Gaucci das erste Spiel für sich. Fünf Tage später gewann in Rom Lottomatica mit 5:4, ein drittes Spiel musste die italienische Meisterschaft 2005 entscheiden. In dieser alles entscheidenden Begegnung führte Lottomatica zur Halbzeit bereits mit 3:0. In der Halbzeitpause entließ Gaucci nach einem Disput den Trainer Massimo Ronconi, der sich das Spiel daraufhin von der Tribüne aus ansah. Perugia glich aus, auch nach Verlängerung stand es unentschieden, so dass Strafstöße über den Sieger entscheiden mussten und Perugia schließlich den Titelgewinn brachten. 
Die Saison 2005/06 verlief weniger glücklich. Im UEFA Futsal-Cup scheiterte das Team am spanischen Interviú Boomerang, Ricardo Gaucci, für die Insolvenz des Fußballklubs AC Perugia, dessen Vizepräsident er war, angefeindet, verließ den Verein. Dieser entkam nur knapp dem Play-out.

## Erfolge
- Italienischer Meister 2005
- Teilnahme am UEFA Futsal-Cup 2005/06

## Vereinsnamen
- bis 2003: SISAS Perugia
- 2003–2005: Erregi Travel Perugia (Erregi Travel ist ein Reisebüro von Ricardo Gaucci, wobei Erregi für die Initialen Gauccis, RG steht)